# XLVII Liceum Ogólnokształcące im. Stanisława Wyspiańskiego w Warszawie
XLVII Liceum Ogólnokształcące im. Stanisława Wyspiańskiego w Warszawie – warszawska placówka edukacyjna znajdująca się  na ulicy Międzyborskiej 64/70. Liceum to zostało założone 1 września 1954 roku. Obecnie dyrektorem szkoły jest mgr Paweł Oziębłowski (od 1 września 2021 roku).

## Historia
Szkoła powstała jako "XX Szkoła Podstawowa i Liceum Ogólnokształcące TPD" 1 września 1954 roku. W 1958 roku przyjęła nazwę "Szkoła Podstawowa i Liceum Ogólnokształcące nr. 47". W 1960 roku szkoła przyjęła imię Stanisława Wyspiańskiego. W 1975 roku otrzymała medal pamiątkowy na 200 rocznicę utworzenia KEN.

## Dyrektorzy
Lista dyrektorów:
- Kazimierz Skąpski (1954-1963)
- Zbigniew Szeptycki (1963-1983)
- Barbara Futkowska (1983-1988)
- Marian Wiśniewski (1988-1989)
- Anna Graf (1989-2021)
- Paweł Oziębłowski (od 2021)

## Absolwenci
- Wojciech Adamczyk (polski reżyser)
- Krzysztof Krajewski[3] (ambassador RP w Rosji)
- Jacek Jeschke (polski tancerz)
- Laura Wierciszewska[4] (wicemistrzyni Europy w tańcu towarzyskim w Blackpool w Anglii)
- Witold Tumanowicz (poseł X kadencji Sejmu)
- Jerzy Radziwiłowicz (polski aktor)